# Steinkiste von Oberzeuzheim

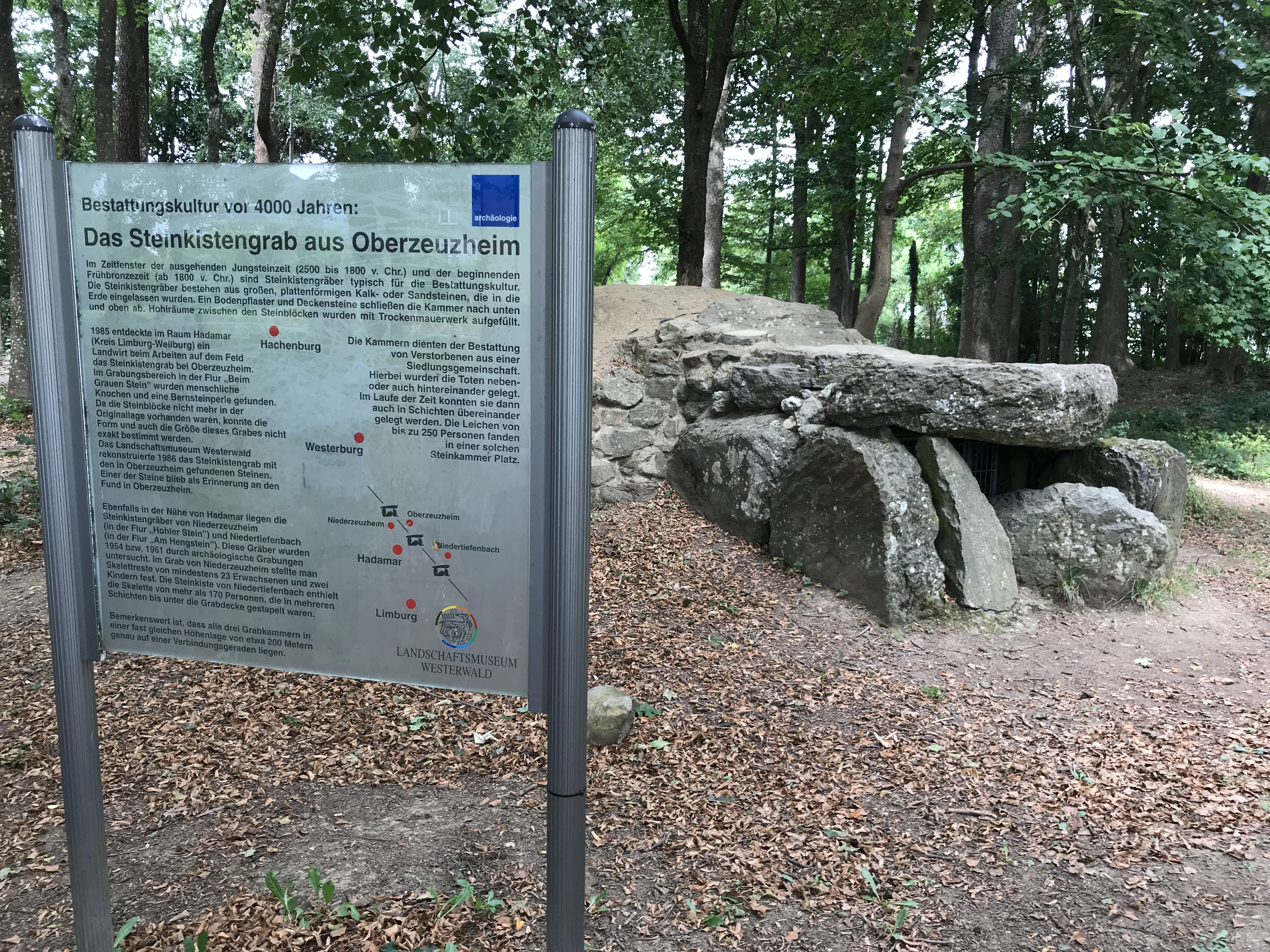
Stand 2020

Die Steinkiste von Oberzeuzheim ist ein spätes jungsteinzeitliches Galeriegrab der Wartberg-Kultur (3500–2800 v. Chr.) und lag in Oberzeuzheim, einem Stadtteil von Hadamar im mittelhessischen Landkreis Limburg-Weilburg. Die Anlage wurde 1985 entdeckt und 1986 ausgegraben und nach Hachenburg in Rheinland-Pfalz umgesetzt. 2020 wurde sie dort wieder abgebaut und ins Depot der hessenARCHÄOLOGIE nach Wiesbaden verbracht.

## Lage
Die Fundstelle liegt am Südost-Hang zum Holzbach hin in der Oberzeuzheimer Flur 48 „Beim grauen Stein“ (im Jahr 1439: bii dene graen steynen). Zu Beginn des 17. Jahrhunderts lautete der Flurname „Groß Stein“, „Grauwe Stein“ und „Groen Stein“ für ein Schiedtmahl (Grenzstein). Vielleicht geht der Flurname auf das Grab zurück.
In Oberzeuzheim gibt es möglicherweise noch ein zweites Galeriegrab. Im Flurstück „Heidenhäuschen“ wurde eine Steinsetzung entdeckt, von der aber unklar ist, ob sie natürlichen oder künstlichen Ursprüngs ist.
Etwa 2,2 km nordwestlich des ursprünglichen Standorts des Galeriegrabs Oberzeuzheim befindet sich das Galeriegrab Niederzeuzheim. In größerer Entfernung befinden sich südlich und südöstlich das Galeriegrab Niedertiefenbach, das Galeriegrab Schadeck und das Galeriegrab Mensfelden. Zusammen mit diesen Anlagen bildet das Grab (bzw. die Gräber) von Oberzeuzheim die sogenannte Lahn-Gruppe im Limburger Becken, beiderseits der Lahn.
Zu den Galeriegräbern gehörende Siedlungen wurden noch nicht gefunden. Erwähnenswert ist die Lage der Gräber in einer Höhe um 200 m, auf der Grenze zwischen den fruchtbaren und weniger fruchtbaren Lößböden des Beckens. Diese Lage ist ein Merkmal vieler Steinkammern in Hessen.

## Forschungsgeschichte
Bei dem Versuch, störende Steine aus dem Acker zu beseitigen, stieß der Landwirt B. Horn im Jahr 1985 auf tieferliegende Steine und Knochen. Dies ergab den Hinweis auf eine weitere Steinkiste im Limburger Becken. Dass es sich um menschliche Knochen handelte, ergab eine erste anthropologische Untersuchung. Mit einer Sonde wurde festgestellt, dass sich weitere große Steine im Boden befanden. Im darauffolgenden Jahr 1986 konnte eine Grabung durchgeführt werden.
Im Einvernehmen mit dem Landesamt für Denkmalpflege in Hessen wurden 23 Basaltplatten dem Landschaftsmuseum zur Umsetzung des Grabes in den Hachenburger Burggarten überlassen. Der Westerwaldkreis als Museumsträger hatte seine Zustimmung zum Aufbau der Steinkiste gegeben. So gibt die aus den Steinen nachempfundene, etwa neun Meter lange Steinkiste von Oberzeuzheim ein Bild jungsteinzeitlicher Architektur am Landschaftsmuseum Westerwald. Ein Stein verblieb in Oberzeuzheim, wo er vor der Mehrzweckhalle aufgestellt wurde.
Wegen eines geplanten Umbaus des Parkgeländes wurde das rekonstruierte Grab im November 2020 abgebaut und ins Zentraldepot der hessenARCHÄOLOGIE nach Wiesbaden verbracht.

## Beschreibung
Auf der etwa 250 Quadratmeter großen Grabungsfläche konnten unter Humus- und Lößschichten 24 ortsfremde Basaltsteine zwischen einem Meter und 2,5 Meter Länge (die meisten um 1,8 Meter) freigelegt werden. Die nächsten Basaltvorkommen liegen 1,3 bis 2,4 Kilometer entfernt. Die bis zu fünf Tonnen schweren Steine wurden an den Standort der Kammer transportiert. Sie befanden sich sämtlich nicht mehr in situ und waren zu verschiedenen Zeiten in Verlochungsgruben versenkt worden.
Ein Stein zeigte zwei vermutlich eingepickte Schälchen, die zum Milieu megalithischer Anlagen gehören, aber wohl erst in der Bronzezeit eingebracht wurden.
Im sonst steinfreien Lößboden befand sich Steinschutt des ursprünglichen Hügels, der sich über der Kammer wölbte. Außer wenigen Tierknochen wurden grazile Menschenknochen (darunter ein Schädel) von etwa 50 Bestatteten und eine einzige Perle wohl von einer Bernsteinkette gefunden.
Das ursprüngliche Aussehen des Grabes ließ sich nicht mehr rekonstruieren.